# Norbert Müller-Everling
Norbert Müller-Everling (* 27. März 1953 in Bensheim) ist ein bildender Künstler und Vertreter der Konkreten Kunst.

## Leben
Müller-Everling wuchs in Wattenscheid auf. Von 1973 bis 1979 studierte er bei Erwin Heerich an der Kunstakademie Düsseldorf, es schloss sich ein Philosophiestudium in Aachen an. Ab 1982 lebte er als freischaffender Bildhauer. Von 1987 bis 1992 hatte er ein Atelier im Kunstzentrum Wachsfabrik in Köln. Von 1986 bis 1990 arbeitete er in der Performance Lila mit Markus Stockhausen zusammen. Inzwischen lebt er in der Nähe von Altenkirchen (Westerwald), wo er von 2001 bis 2015 als Kunstlehrer am Westerwald Gymnasium tätig war.

## Werk

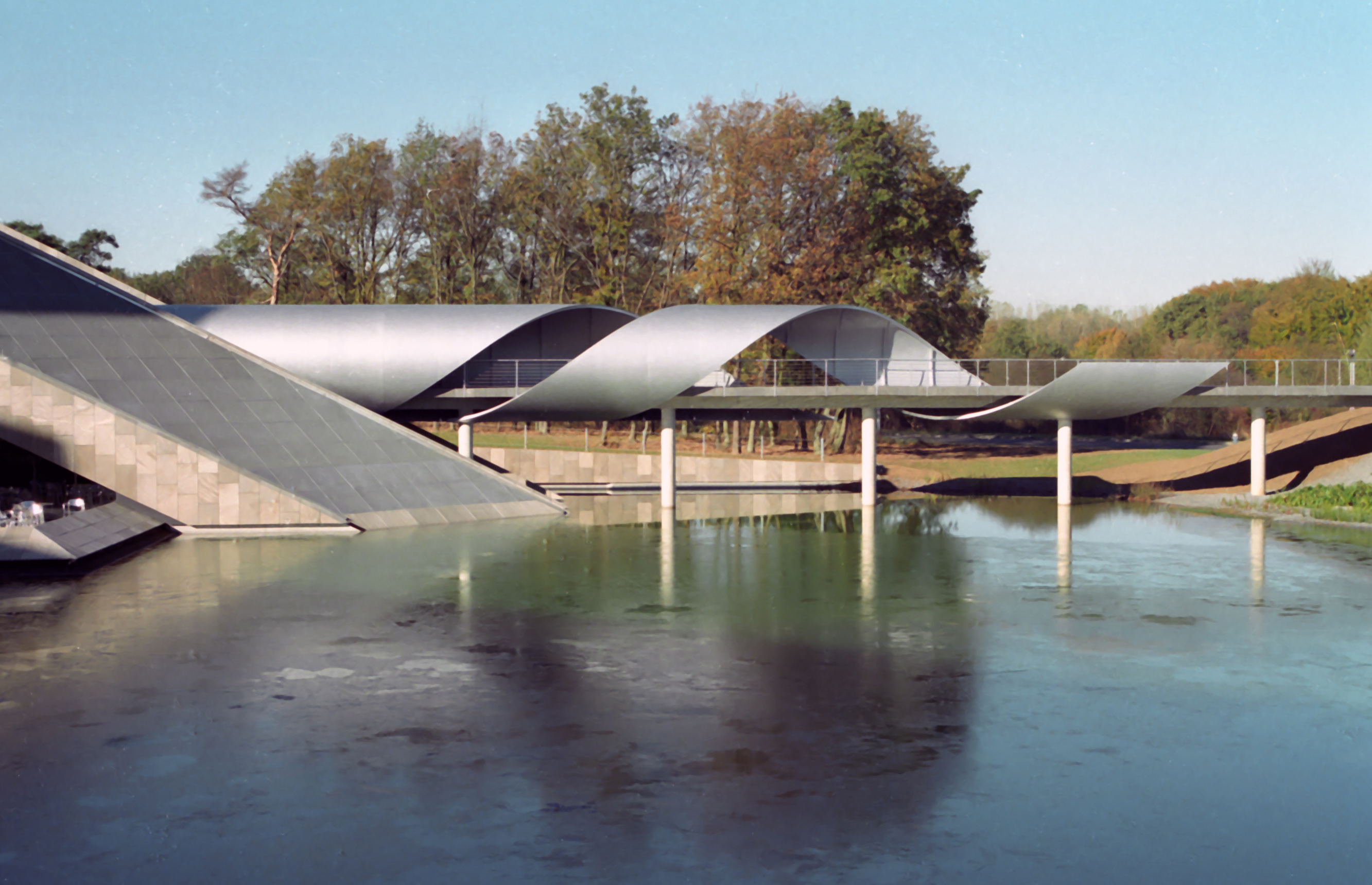
Norbert Müller-Everling, Steg durch das Kasino, Verteidigungsministerium Bonn, 1997

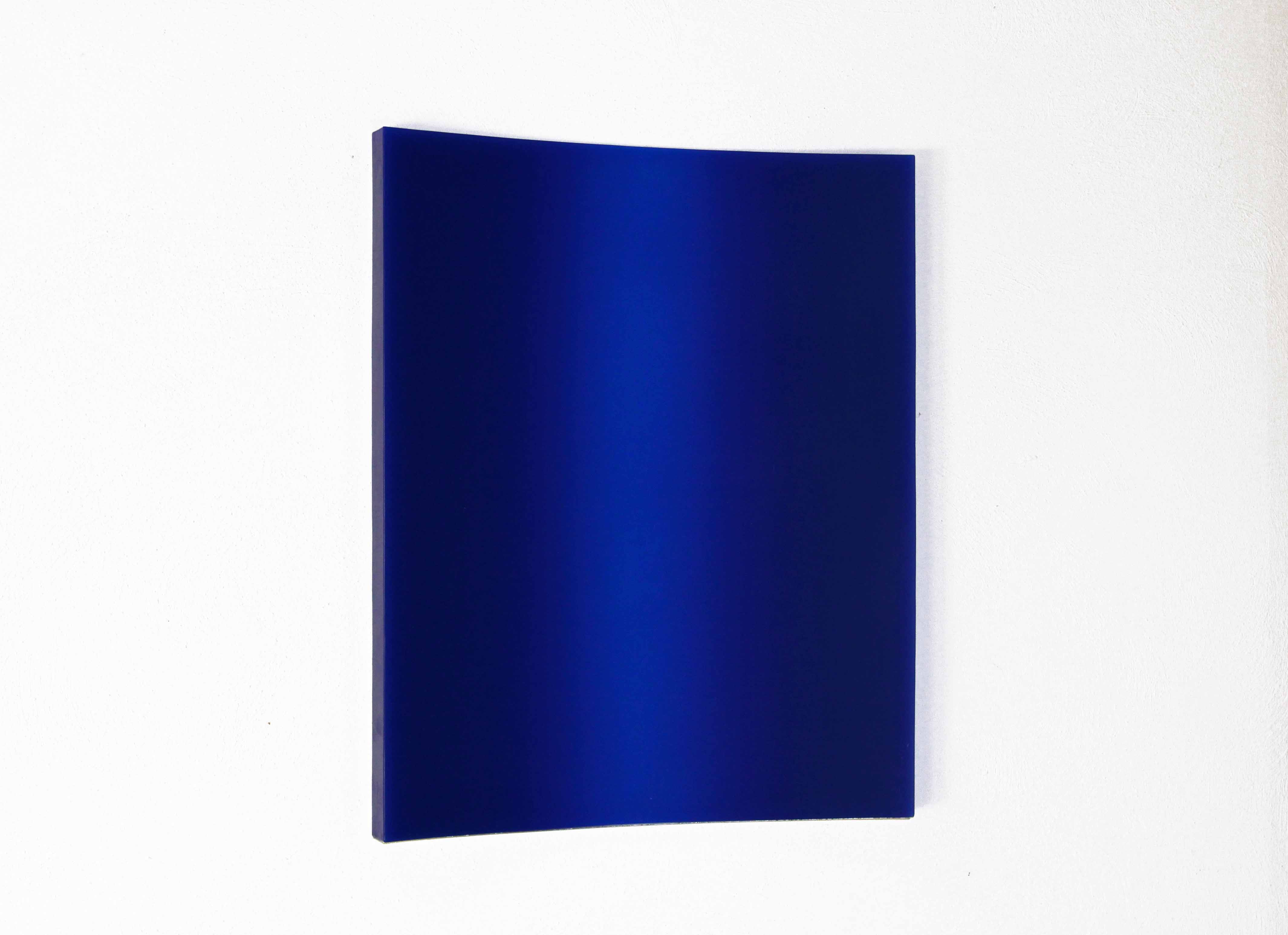
Norbert Müller-Everling, o. T., 2007, Paraffin und Wachspigmente

Zunächst arbeitete Müller-Everling an Skulpturen und Reliefs, die im Sinne der Konkreten Kunst stark von der Formensprache der Geometrie ausgingen und die auch im öffentlichen Raum realisiert wurden. So entwickelte Müller-Everling 1997 auf dem Gelände des Verteidigungsministeriums in Bonn, nach dem Gewinn des entsprechenden Wettbewerbs, eine begehbare, spiralförmig aufgeschnittene Stahlröhre. Diese windet sich um einen Steg und durchdringt eine als Kasino dienende Pyramide des Architekten Johannes Peter Hölzinger. Martin Seidel schrieb dazu

„Man erkennt in ihr ein selbstbewusstes Kunst-am-Bau-Konzept und einen Künstler, der der konkreten Kunst verpflichtet ist und seine Formen und Ästhetik aus einer objektivierten, geometrisch-konstruktiven Vorstellungswelt ableitet. Dabei schöpft die Kunst hier das integrale Potential von Kunst am Bau zielstrebig aus. Ähnlich wie die von Hölzinger selbst entworfene pyramidenförmige Architektur der Kantine ihrerseits zur Kunst tendiert, tendiert die Kunst von Norbert Müller-Everling zur Architektur. Beide treffen sich als idealtypische Synthese von Kunst und Architektur in der Mitte.“

Seit 1995 steht vor allem das Material Wachs im Mittelpunkt seines Interesses. Müller-Everlings seitdem entstandene Wandarbeiten sind monochrom durchgefärbte Paraffinplatten, die von intensiver Farbigkeit sind und konkav gekrümmt sind. Das Wachs in seiner Eigenschaft als transparentes Material lässt in den dünner werdenden Mittelzonen der plastischen Arbeiten ein verstärktes Durchscheinen des Lichtes zu. Das Licht ist das zentrale Ereignis der Wachsarbeiten. Nicht in seiner beleuchtenden Funktion, sondern als dem Bildkörper innewohnende Qualität. Spürbar anwesend in den dünnen wie auch in den massiveren Partien wird es durch deren Polarität noch gesteigert. Die gedachte Fortsetzung der Objekte über die seitlichen Ränder hinaus erzeugt einen imaginären, zylindrischen Innenraum, in den der Betrachter einbezogen ist. Mit anschaulicher Sensibilität und reduzierter Formensprache führt Müller-Everling seine Wachsarbeiten zu einer einfühlsamen Einheit von Form, Material und Licht. Andreas Pohlmann schrieb: „Die Reliefs sind ein überzeugender Versuch, eine künstlerische Synthese zwischen den drei großen Welten des Rationalen, des Gefühlsmäßigen und des Spirituellen herzustellen.“
Seit 2007 schließt sich in Müller-Everlings Werk eine weitere Werkgruppe der Wachsarbeiten an. Es sind nun einfarbige Streifen oder Felder in die Vorder- und Rückseiten von ungefärbten Paraffinplatten eingelassen.  Es ergibt sich ein Wechselspiel von klaren und diffusen Formen im Spannungsfeld der Stille der weißen Fläche. Seit 2017 arbeitet Müller-Everling auch mit übereinander gegossenen, verschiedenfarbigen Paraffinschichten, die bei schrägem Anschneiden gleichmäßige Farbübergänge erzeugen.
Müller-Everling ist Mitglied der Gruppe konkret und des Westdeutschen Künstlerbunds.

## Arbeiten im öffentlichen Raum
- 1989 – Goethe-Institut, Lima
- 1992 – Logarithmische Wassertreppe, Sozialgericht, Köln
- 1994 – Platzgestaltung, Clemens-Hastricht-Platz, Köln-Bickendorf
- 1994 – Suermondt-Ludwig-Museum, Aachen
- 1997 – Bundesverteidigungsministerium, Bonn

## Einzelausstellungen (Auswahl)
- 1982 – Barockfabrik, Aachen
- 1985 – Galerie „monochrom“, Aachen
- 1988 – Wachsfabrik, Köln
- 1989 – Innenministerium, Bonn
- 1993 - Galerie am Tiergarten, Hannover
- 1991 – Aine Art Museum, Tornio, Finnland
- 1994 - Schloss Leitzkau bei Magdeburg (mit Rauminstallation)
- 1995 – Oberbergischer Kunstverein Gummersbach
- 1997 – Universitätsclub, Bonn
- 1999 - Werkstattgalerie Friege, Remscheid
- 2000 – Stadtmuseum Siegburg
- 2002 – Krypta der Kreuzkirche, Bonn
- 2005 - „Wozu Kunst?“, Kunstverein Köln rechtsrheinisch
- 2008 – kunst & kommunikation, Bochum
- 2018 – Art Pütz, Montzen, Belgien
- 2022 – Konkretionen des Lichts, Stiftung für Konkrete Kunst Roland Phleps, Freiburg im Breisgau
- 2024 – transluzid, Mehrkunst Verein, Koblenz

## Ausstellungsbeteiligungen (Auswahl)
- 1988 – Pyramiden, Internationales Congress Centrum Berlin und Galerie Jule Kewenig, Frechen
- 1989 - Skulpturenrundgang, Köln-Rodenkirchen
- 1998 – BBK-Köln, Stapelhaus
- 1998 – 1. Biennale für konkrete Kunst, Künstlerforum Bonn
- 1999 – 7 konkrete Künstler im Brunswiker Pavillon, Kiel
- 1999 – gruppe konkret und Gäste, Museum Abtei Liesborn
- 1999 – International Art Festival, Naju, Süd-Korea
- 2000 – Gesellschaft für Kunst und Gestaltung, Bonn (mit Norvin Leineweber)
- 2001 - konkret und elementar, gruppe konkret und Berliner Gäste, Akademie der Künste, Künstlerhof Buch, Berlin-Weissensee
- 2001 – Logik und Poesie in der konkreten Kunst, Haus Dacheröden, Erfurt
- 2001 – 5 Konkrete aus Rheinland-Pfalz, Landtag, Mainz
- 2002 – Transparent – Transluzid, Galerie Renate Bender, München
- 2002 – Übersicht - Westdeutscher Künstlerbund, Museum Bochum
- 2002 – Europa Konkret Reduktiv, Museum Modern Art, Hünfeld
- 2003 – 30 Positionen - 30 Räume, Museum Modern Art, Hünfeld
- 2005 – Konkrete Kunst in Rheinland-Pfalz, Haus Metternich, Koblenz
- 2005 – Lohn der Arbeit, Westdeutscher Künstlerbund, Kunstmuseum Gelsenkirchen
- 2007 – Die krumme Wahrheit des Raums, Kunstbüroberlin, Berlin (mit Norvin Leineweber, Dirk Radtke und Heiner Thiel)
- 2010 – Landpartie, Westdeutscher Künstlerbund, Museum Abtei Liesborn
- 2017 – 25 Jahre, Kunst und Kommunikation, Bochum
- 2020 – Koblenzer Kunstsalon, mehrkunstverein, Haus Metternich, Koblenz
- 2022 – Neu im BBK: BBK Rheinland-Pfalz, Mainz
- 2024 – Schau Fenster Schau #9, Galerie r8m, Köln (mit Peter Dorn, Thomas Kemper, Ivo Ringe)
- 2024 – Nicht abstrakt - ganz konkret, Gruppe konkret, Museum Modern Art Hünfeld
- 2024 – Zeigt euch konkret! Kunstverein Wiligrad,  Schloss Wiligrad
- 2024 – Gegensätzliche Parallen mehrkunstverein, Haus Metternich, Koblenz
- 2024/25 – EDITIOON #3, Galerie r8m, Köln
- 2025 – Affordable Art Fair Brussels, Galerie r8m, Köln
- 2025 – Hannah A. Hovermann / Norbert Müller Everling: White Open, Galerie r8m, Köln
- 2025  –  KLEINKLEIN, Westdeutscher Künstlerbund, Gesamtausstellungen in Hattingen und Witten[3]